# Q4000
Q4000 — уникальная многоцелевая полупогружная платформа с системой динамического позиционирования, построенная в 2002 году американской судостроительной компанией Keppel Corporation на верфи в Техасе. Разнообразное оборудование включает систему динамического позиционирования, два 360-тонных крана, специальный открывающийся люк 11,9x6,4 м, посадочную площадку. Платформа способна работать со скважинами на глубине до 3 км.

## Участие в операции в Мексиканском заливе
В настоящее время[когда?]

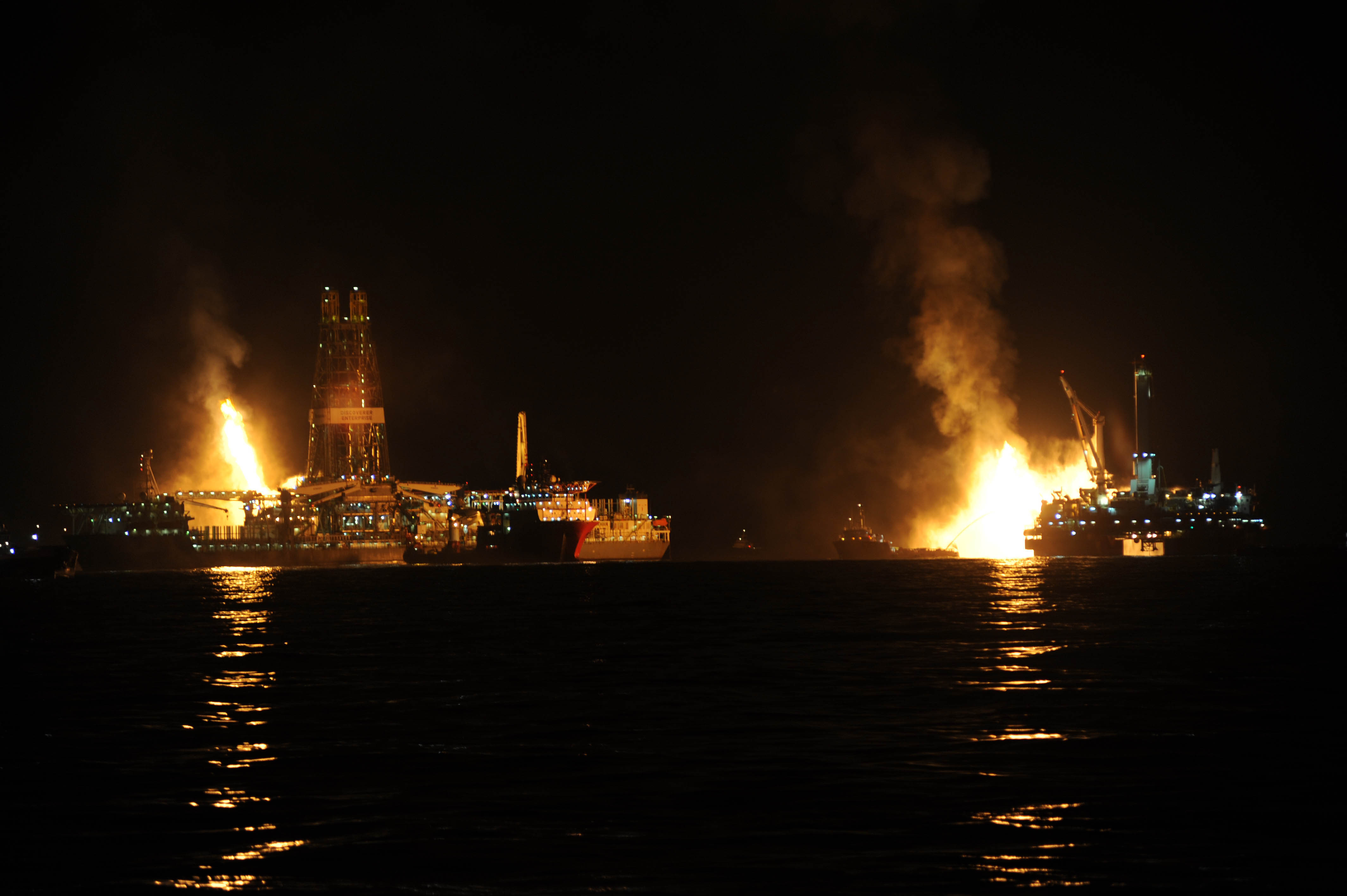
Сжигание сопутствующего газа на месте гибели «Deepwater Horizon». Q4000 (справа) и «Discoverer Enterprise» (слева).

 судно находится в Мексиканском заливе, где участвует в операции по блокировке утечки нефти, вызванной взрывом нефтяной платформы «Deepwater Horizon».